# Istmo Gavazzi

Mapa de las islas Malvinas, con topónimos en idioma español (pulsar en la imagen para agrandarla).

El istmo Gavazzi se encuentra ubicado en el centro-este de la isla Soledad, al este de Puerto Argentino y al norte de Punta Hookers, uniendo la península Giachino con el resto de la isla.
Este istmo se halla en el archipiélago de las islas Malvinas, que según la Organización de las Naciones Unidas (ONU), están en litigio de soberanía entre el Reino Unido, quien la administra como parte del territorio británico de ultramar de las Malvinas, y la Argentina, quien reclama su devolución, y la integra en el departamento Islas del Atlántico Sur de la provincia de Tierra del Fuego, Antártida e Islas del Atlántico Sur.
El nombre del istmo recuerda a Fausto Gavazzi (1952-1982), nacido en Campana (Buenos Aires) y fallecido en Pradera del Ganso durante la guerra de las Malvinas de 1982.